# Đô la Nova Scotia
Đô la Nova Scotia đã từng là một loại tiền của Nova Scotia vào giữa những năm 1860 và 1871. Nó thay thế cho đồng pound Nova Scotia với tỷ giá là 5 đô la = 1 pound (1 USD = 4 shilling) và nó có giá trị nhỏ hơn so với đô la Canada (giá trị 4s 1.3d). Đô la Nova Scotia đã được thay thế bởi đô la Canada với tỷ giá là 73 cent Canada = 75 cent Nova Scotia, và như vậy, duy trì sự khác biệt giữa hai loại tiền tệ bắt đầu vào năm 1860.

## Tiền xu
Vào giữa những năm 1861 và 1864, xu ½ và 1 cent làm bằng đồng được phát hành. Đây là chỉ là những đồng xu dành cho đô la Nova Scotia.

## Giấy bạc
Vào giữa những năm 1861 và 1866, chính quyền tỉnh đã giới thiệu từ kho bạc giấy bạc cho 5 đô la. Ngoài ra, ba Ngân hàng ở Canada phát hành tiền giấy ở Nova Scotia, Ngân hàng Nova Scotia, Ngân hàng công ty Halifax và Ngân hàng thương mại Halifax. Các ngân hàng tư nhân đã phát hành tất cả các giấy bạc với cùng một mệnh giá là 20 đô la. Họ chậm trễ trong việc phát hành giấy bạc đô la Canada.
Tỉnh Canada đã ban hành các giấy bạc vào năm 1866 "Chỉ trả ở Halifax". Đô la Nova Scotian được cho lưu thông ở Nova Scotia như tiền tệ địa phương. Giấy bạc cho 5 đô la đã được ban hành, trị giá $ 4,86 tiền tệ ở Canada.

## Khác
1. 1 2   Lưu trữ ngày 14 tháng 4 năm 2006 tại Wayback Machine Một Lịch sử của đô la Canada

- Krause, Chester L. & Clifford Mishler (1991). Standard Catalog of World Coins: 1801-1991 (ấn bản thứ 18). Krause Publications. ISBN 0-87341-150-1.
- Pick, Albert (1990). Standard Catalog of World Paper Money: Specialized Issues. Colin R. Bruce II and Neil Shafer (editors) (ấn bản thứ 6). Krause Publications. ISBN 0-87341-149-8.